# ベンヤミン・ラウト
ベンヤミン・ラウト（Benjamin Lauth 1981年8月4日 - ）は、ドイツ・バイエルン州出身の元同国代表サッカー選手。現役時代のポジションはFW（CF）。
元ドイツ代表のドリブルを得意とするストライカー。RWGもこなす。

## 所属クラブ
- 2000-2004  TSV1860ミュンヘン
- 2004-2007  ハンブルガーSV

→2007.1-2007.6  VfBシュトゥットガルト（loan）
- 2007-2008  ハノーファー96
- 2008-2014  TSV1860ミュンヘン
- 2014-2015  フェレンツヴァーロシュTC

## 代表歴
- ドイツ代表
  - 2003年2月12日 - A代表初出場  - スペイン戦

この項目は、ウィキプロジェクト サッカー選手の「テンプレート」を使用しています。